# ESTIEM

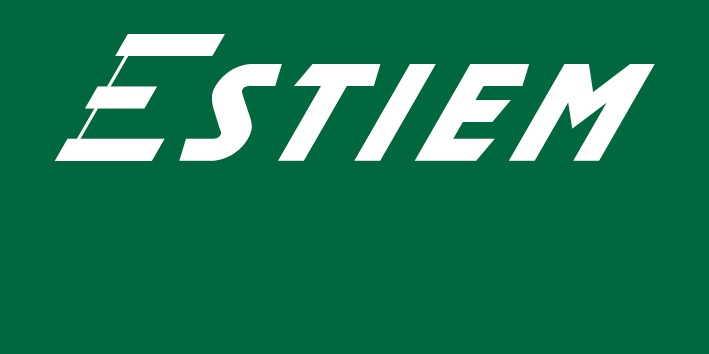

Az ESTIEM (European Students of Industrial Engineering and Management) egy 1990-ben alapított, nonprofit diákszervezet, ami összeköti az európai műszaki menedzser hallgatókat. A szervezet azzal a céllal jött létre, hogy a diákok a nemzetközi kapcsolati tőkéjüket, illetve a szakmai tudásukat/képességeiket az ESTIEM helyi szervezetei által rendezett programokon fejleszteni tudják. Az ESTIEM jelenleg (2023-ban) 26 ország 76 egyetemén van jelen, és több mint 8.000 tagot számlál.

## Az ESTIEM Magyarországon
Magyarországon az ESTIEM első helyi szervezete az akkori Veszprémi Egyetemen (a mai Pannon Egyetemen) alakult meg 1993-ban. (A veszprémi helyi szervezet időközben feloszlott.) A Budapesti Műszaki Egyetemen 1993-tól az ESTIEM a BME Management Szakkollégium részét képezte, amiből 2012-ben kivált a jelenlegi formájában is működő ESTIEM Budapest BME (a BME Hallgatói Külügyi Testület ernyőszervezete alá tartozik).

## ESTIEM Budapest BME

### Tevékenységek
Az ESTIEM Budapest BME - a nemzetközi projekteken kívül - számos programmal segíti a műszaki menedzser, illetve a menedzsment iránt érdeklődő mérnök vagy közgazdász hallgatók szakmai fejlődését.
A szervezet által rendezett programok között megtalálhatók:
- T.I.M.E.S esettanulmányi verseny
- Táborok
- Tréningek
- Oktatások
- Gyárlátogatások

Az ESTIEM Budapest BME kezelte a BME Gazdaság és Társadalomtudományi Karán népszerű tanulmányi portált, az ESTIEM Wiki-t.

### Szervezeti felépítés
A szervezet gerincét egy hétfős vezetőség alkotja, aminek a tagjait félévente választják meg, többségi szavazás útján.
- Elnök (Local President)
- Külső megjelenésért felelős alelnök (Vice President of Public Relations - PR)
- Emberi erőforrásokért felelős alelnök (Vice President of Human Resources - HR)
- Pénzügyekért és vállalati kapcsolatokért felelős alelnök (Vice President of Finance & Corporate Relations)
- Nemzetközi kapcsolatokért felelős alelnök (Local Responsible)
- Oktatásért felelős alelnök (Vice President of Education)
- Adminisztrációért felelős alelnök (Vice President of Administration)